# Плотников, Дмитрий Павлович
Дмитрий Павлович Плотников (2 августа 1918, Верхне-Авзяно-Петровский завод, Оренбургская губерния — 4 сентября 2012, Пермь) — советский военный, участник Великой Отечественной и советско-японской войны, военный комендант города Шэньяна (Мукдена) (1945), военный комиссар Коми АССР (1960—1966) и Курганской области (1966—1973); гвардии полковник (1955). Герой Российской Федерации (2.05.1996).

## Биография
Дмитрий Павлович Плотников родился 2 августа 1918 года в селе Верхне-Авзяно-Петровский завод Авзяно-Петровской волости Верхнеуральского уезда Оренбургской губернии, территория была под контролем белогвардейского Оренбургского казачьего круга (атаман А. И. Дутов). Ныне село Верхний Авзян — административный центр Верхнеавзянского сельсовета Белорецкого района Республики Башкортостан Российской Федерации.
Отец — участник гражданской войны, красногвардеец Плотников Павел Сергеевич. Мать — Варвара Васильевна, домохозяйка. В семье было семеро детей.

### Довоенные годы
После гражданской войны Плотниковы переехали в посёлок Суран. Отец получил должность лесничего. 1-2 классы Дмитрий учился в селе Зигазе Зигазинского сельсовета Белорецкого района Башкирской АССР.
В 1928 году семья переехала в посёлок Тукан Туканского сельсовета Белорецкого района Башкирской АССР. Учился в школе, но вскоре занятия прекратились на полтора года и отец устроил Дмитрия учеником слесаря на строящуюся Майгашлинскую электростанцию. В сентябре 1932 года занятия продолжились — для школы подобрали здание барачного типа. Кроме учебы Дмитрий занимался в лыжном, гимнастическом кружках, сдавал нормы ГТО, преуспевал в стрелковом деле, в выходные дни ходил на охоту.
В 1935 году окончил школу-семилетку поступил в Свердловский машиностроительный техникум, а в июне 1939 года, по завершении учёбы, — направлен на Уральский завод тяжелого машиностроения в конструкторский отдел.
В Рабоче-крестьянской Красной Армии с сентября 1939 года.
Орджоникидзевским райвоенкоматом города Свердловска направлен в Ленинградское военное танко-техническое училище, которое в январе 1940 года было преобразовано в Пушкинское командное автомобильное военное училище. 1 мая 1941 года присвоено звание лейтенант. Окончил училище в мае 1941 года, направлен в Киевский Особый военный округ на должность командира взвода бронемашин БА-10 34-го разведывательного батальона 34-й танковой дивизии 8-го механизированного корпуса 26-й армии.

### Великая Отечественная война
Вечером 22 июня 1941 года лейтенант Д. П. Плотников вступил в первый бой, когда разведчиков бросили в сторону Львова.
Участие в боевых действиях:
С ноября 1941 года — заместитель командира роты 7-го танкового полка 7-й отдельной танковой бригады Юго-Западного фронта.
С 16 декабря 1941 года — командир взвода 38-го мотострелкового полка 21-й отдельной мотострелковой бригады 21-й армии, которая находилась на переукомплектовании.
С 10 февраля 1942 года по 18 июля 1942 года участвовал в боевых действиях, легко ранен. С 14 мая 1942 года заместитель командира роты истребителей танков 38-го мотострелкового полка 1-й отдельной мотострелковой бригады. 24 мая 1942 года было присвоено очередное воинское звание старший лейтенант.
С 7 августа 1942 года по 18 августа 1942 года участвовал в боевых действиях в должности командира танковой роты 182-й танковой бригады Сталинградского фронта, назначен на должность заместителя командира танкового батальона.
5 ноября 1942 года присвоено звание капитана. 17 ноября 1942 года он был назначен помощником начальника штаба 2-й мотострелковой бригады по разведке.
С 12 августа 1943 года по 25 октября 1943 года участвовал в боевых действиях в должности заместителя начальника штаба бригады по разведке 2-й механизированной бригады 5-го механизированного корпуса Западного фронта.
С 14 января 1944 года по 18 августа 1944 г. участвовал в боевых действиях в должности заместителя начальника штаба бригады по разведке 2-й механизированной бригады 5-го механизированного корпуса. Плотников с группой бойцов раздобыл крохотную рыбацкую лодку и в ночь на 20 марта 1944 года скрытно переплыл Днестр в районе города Могилёв-Подольский Винницкой области. Эта группа захватила укреплённую позицию немцев на господствующей возвышенности и смогли продержаться до прибытия мотострелкового батальона. За этот подвиг капитан Д. П. Плотников был представлен к присвоению звания Героя Советского Союза. Указом Президента России № 619 от 2 мая 1996 года присвоено звание Героя Российской Федерации.
С 1944 года член ВКП(б), в 1952 году партия переименована в КПСС.
20 августа 1944 года назначен командиром 64-го мотоциклетного батальона 9-го гвардейского механизированного корпуса 6-й танковой армии. Участвовал в боевых действиях в Румынии. 6 сентября 1944 года было присвоено очередное воинского звание майор. Участвовал в боевых действиях в Венгрии, Австрии, Чехословакии. За бои на территории Венгрии и Австрии батальон награжден орденом Кутузова II степени. За переход одной из первых советских частей государственной границы Австрия-Венгрия батальону была объявлена благодарность Верховного Главнокомандующего. Окончание войны встретил в г. Брежнице (Чехословакия). Недалеко от города Пльзень батальон соединился с передовым отрядом американских войск.
После разгрома Германии батальон Д. П. Плотникова в составе 6-й гвардейской танковой армии был переброшен на Забайкальский фронт и участвовал в советско-японской войне.
С 9 августа 1945 года по 3 сентября 1945 года воевал в должности командира 14-го отдельного Гвардейского мотоциклетного батальона, 9-го Гвардейского механизированного корпуса, 6-й гвардейской танковой армии.
Д. П. Плотников стал первым военным комендантом города Шэньяна (Мукдена).

### Послевоенные годы
До 1948 года командовал своим батальоном в Забайкальском военном округе. Окончил Ленинградскую ордена Ленина Краснознамённую высшую офицерскую школу бронетанковых и механизированных войск имени В. М. Молотова в августе 1949 года, вновь принял командование своим батальоном.
С ноября 1951 года — заместитель командира по строевой части 206-го танкового полка 5-й гвардейской танковой дивизии 6-й гвардейской механизированной армии Забайкальского военного округа.
С 1954 года командир 22-го гвардейского танкового полка 5-й гвардейской Сталинградско-Киевской танковой дивизии 6-й гвардейской танковой армии. В марте 1955 года присвоено звание полковника.
С апреля 1957 года — командир 76-го гвардейского мотострелкового полка 122-й гвардейской мотострелковой дивизии, с октября 1957 года — командир 443-го мотострелкового полка 65-й мотострелковой дивизии Уральского военного округа (г. Кунгур).
С августа 1958 года — заместитель командира 65-й мотострелковой дивизии, с августа 1959 года — заместитель командира 78-й мотострелковой дивизии (г. Чебаркуль).
С декабря 1960 года служил военным комиссаром Коми АССР, с февраля 1966 года — военным комиссаром Курганской области. В апреле 1973 года уволен в запас. Избирался депутатом Курганского областного Совета депутатов трудящихся.
После увольнения с военной службы Д. П. Плотников работал заведующим гаражом Курганского областного исполкома. С июня 1974 года в течение 14 лет работал инженером по гражданской обороне Курганского управления строительства и эксплуатации автодорог «Курганавтодор».
В 1988 году вышел на пенсию. В июле 1988 гола переехал в город Пермь. Активно занимался общественной работой, был членом Пермского областного комитета ветеранов войны.
Дмитрий Павлович Плотников умер 4 сентября 2012 года в городе Перми Пермского края. Похоронен на кладбище «Кислотные дачи» города Перми Пермского края.

## Награды

### Награды СССР и Российской Федерации
- Герой Российской Федерации, 2 мая 1996 года[4]
  - Медаль «Золотая Звезда» № 269
- Орден Красного Знамени, дважды: 1 апреля 1944 года[5], 21 сентября 1945 года[6]
- Орден Александра Невского, 25 апреля 1945 года[7]
- Орден Отечественной войны I степени, трижды: 17 сентября 1944 года[8], 16 февраля 1945 года[9], 6 апреля 1985 года[10]
- Орден Красной Звезды, дважды: 23 августа 1943 года[11], 26 октября 1955 года)
- Медаль «За боевые заслуги» (15 октября 1950 года
- Юбилейная медаль «За воинскую доблесть. В ознаменование 100-летия со дня рождения Владимира Ильича Ленина», 1970 год[12]
- Медаль «За оборону Сталинграда»
- Медаль «За взятие Будапешта»
- Медаль «За взятие Вены»
- Медаль «За освобождение Праги»
- Медаль «За победу над Германией»
- Медаль «За победу над Японией»
- Медаль «Ветеран труда»
- Медаль «Ветеран Вооружённых Сил СССР»
- Юбилейные и памятные медали
- Решением Туканского поселкового Совета депутатов от 11 мая 2001 года улица Пролетарская в п. Тукан была переименована в улицу Плотникова.

### Иностранные награды
- Орден Заслуг Венгерской Народной Республики 4 класса, Венгерская Народная Республика
- Три медали Румынской Народной Республики, в том числе:
  - Медаль «XXV годовщина освобождения Родины» (нем. Medaille zum 25. Jahrestag des befreiten Vaterlandes)
- Две медали Монгольской Народной Республики:
  - Медаль «За Победу над Японией»
  - Медаль «50 лет Монгольской Народной Армии»

## Память
- Именем героя названа улица в с. Тукан Белорецкого района Башкортостана.
- В Белорецке на Аллее Героев установлен бюст Д. П. Плотникова[13].
- Мемориальная доска на здании Военного комиссариата Курганской области, где с февраля 1966 года по апрель 1973 года проходил службу Герой, г. Курган, ул. Куйбышева, 117[14].

## Семья
Отец, Плотников Павел Сергеевич (1889—1972), служил и в царской армии, и на «красном» броненосце, красногвардеец, участник гражданской войны. Мать, Варвара Васильевна (1895—1984), домохозяйка. В семье было семеро детей: четыре сына и три дочери. Дядя — полный Георгиевский кавалер.
Брат Пётр, младший лейтенант, вернулся инвалидом войны в 1942 году. Брат Евгений, младший лейтенант, погиб в бою, похоронен в Силезии. Младший брат Михаил, житель села Тукан. Сестра Клавдия, старший лейтенант медицинской службы. Сестра Валентина.
Жена Мария Калистратовна (урожд. Лыгина, 1925—1989), уроженка Верхнего Авзяна.
Две дочери: Ольга Дмитриевна Антонова, преподаватель Пермской фармакадемии и Татьяна Дмитриевна.